# Superbon Singha Mawynn
Superbon Singha Mawynn (Provincia de Phatthalung, Tailandia; 16 de agosto de 1990), también conocido como Superbon Banchamek, es un kickboxer tailandés que actualmente compite en la categoría de peso pluma de ONE Championship, donde es el ex-Campeón Mundial de Kickboxing de Peso Pluma de ONE Championship. Superbon es el Campeón del Torneo de Kunlun Fight de 2016 y el Campeón del Torneo de Enfusion de 2018. Desde febrero de 2023, Combat Press posicionan a Superbon como el kickboxer #2 de peso ligero y como el kickboxer #2 libra por libra del mundo.
Superbon ha derrotado a Sitthichai dos veces y es uno de los dos peleadores que ha noqueado a Giorgio Petrosyan.

## Carrera de Kickboxing
Superbon inició su carrera siendo compañero de equipo de Buakaw Banchamek.

### Kunlun Fight
Empezó su carrera de kickboxing en 2015, y en el mismo año participó en el torneo de 70kg de Kunlun Fight. Llegó hasta las semifinales, siendo derrotado por el campeón del torneo Sitthichai Sitsongpeenong.
En la edición de 2016 del torneo, Superbon vengó su derrota ante Sitthichai Sitsongpeenong en los cuartos de final y eventualmente se convirtió en el campeón de 70kg, derrotando a Cedric Manhoef en las semifianles antes de noquear a Jomthong Chuwattana en la final.
Superbon participó en el Torneo de 70kg de Kunlun Fight de 2017. Logró llegar a la final en la que sería noqueado por Marat Grigorian en sólo 29 segundos del primer asalto.

### Enfusion
El 8 de diciembre de 2017, Superbon entró al torneo de 72kg de Enfusion. Perdió en el último round del torneo ante Endy Semeleer por decisión unánime.
Regresó a Enfusion en Enfusion Live 76 el 7 de diciembre de 2018. Venció a Marouan Toutouh por decisión unánime para ganar el Torneo de 72.5kg de Enfusion.

### ONE Championship
Luego de firmar con ONE Championship, Superbon hizo su debut en la promoción en ONE Championship: No Surrender el 31 de julio de 2020, enfrentando a Sitthichai Sitsongpeenong en una trilogía. Superbon ganó la pelea por decisión unánime.

#### Campeonato de Kickboxing de Peso Pluma de ONE
Superbon enfrentó a Giorgio Petrosyan por el Campeonato Inaugural de Kickboxing de Peso Pluma de ONE en ONE Championship: First Strike el 15 de octubre de 2021. A pesar de entrar a la pelea como un underdog, Superbon ganó la pelea por KO con una patada a la cabeza en el segundo asalto, convirtiéndose en sólo el segundo peleador en noquear a Petrosyan, y su vez coronándose como el primer Campeón Mundial de Kickboxing de Peso Pluma de ONE.
Superbon hizo su primera defensa titular en una revancha contra Marat Grigorian en ONE Championship: X el 26 de marzo de 2022. Superbon ganó la pelea por decisión unánime.
Superbon estaba programado para hacer la segunda defensa de su título contra el ganador del Grand Prix de Peso Pluma de Kickboxing de ONE Chingiz Allazov en ONE on Prime Video 2 el 30 de septiembre de 2022. Sin embargo, Allazov se retiró de la pelea debido a una lesión y Superbon ahora defenderá su título contra el #5 de peso pluma Tayfun Ozcan.
La pelea contra Chingiz Allazov había sido reprogramada para llevarse a cabo en ONE on Prime Video 5 el 2 de diciembre de 2022. Debido una lesión de Superbon, la pelea fue traslada a ONE Fight Night 6. Superbon perdió la pelea y el título por KO en el segundo asalto.
Superbon enfrentó a Tayfun Ozcan el 9 de junio de 2023, en ONE Fight Night 11. Ganó la pelea por KO en el segundo asalto. Esta victoria lo hizo merecedor de su primer premio de Actuación de la Noche.

#### Oportunidad por el Campeonato de Muay Thai de Peso Pluma de ONE
Superbon está programado para enfrentar a Tawanchai P.K. Saenchai por el Campeonato Mundial de Muay Thai de Peso Pluma de ONE el 6 de octubre de 2023, en ONE Fight Night 15. Sin embargo, Superbon se retiró de la pelea por una lesión y fue reemplazado por Jo Nattawut.
La pelea entre Superbon y Tawanchai por el Campeonato Mundial de Muay Thai de Peso Pluma de ONE fue reprogramada para el 9 de diciembre de 2023, en ONE Fight Night 17. Tawanchai se retiró de la pelea por una infección viral el 4 de noviembre de 2023 y la pelea fue reprogramada para el 22 de diciembre de 2023, en ONE Friday Fights 46. Perdió la pelea por decisión unánime.
Superbon está programado para enfrentar a Marat Grigorian por el Campeonato Interino de Kickboxing de Peso Pluma de ONE el 5 de abril de 2024, en ONE Friday Fights 58.

## Campeonatos y logros

### Kickboxing
- ONE Championship
  - Campeonato Mundial de Kickboxing de Peso Pluma de ONE (Una vez)
    - Una defensa titular exitosa

  - Actuación de la Noche (Una vez) vs. Tayfun Ozcan[22]
  - Nocaut del Año de 2021 de ONE Super Series (vs. Giorgio Petrosyan)[26]
  - Peleador del Año de 2021 de ONE Super Series[27]
- Kunlun Fight
  - Campeón del Torneo de 2016 de Kunlun Fight
- Enfusion
  - Ganador del Torneo de 2018 de Enfusion Live 76
- La Nuit Des Champions
  - Campeón de -70kg de La Nuit Des Champions
- International Professional Combat Council (IPCC)
  - Campeón de -70kg de IPCC (Una defensa)

### Premios
- Combat Press
  - Breakout Fighter del Año 2016[28]

## Récord en Kickboxing y Muay Thai
| Récord en Kickboxing y Muay Thai | Récord en Kickboxing y Muay Thai | Récord en Kickboxing y Muay Thai | Récord en Kickboxing y Muay Thai                                     | Récord en Kickboxing y Muay Thai | Récord en Kickboxing y Muay Thai   | Récord en Kickboxing y Muay Thai | Récord en Kickboxing y Muay Thai |
| --- | -------------------------------- | -------------------------------- | -------------------------------------------------------------------- | -------------------------------- | ---------------------------------- | -------------------------------- | -------------------------------- |
| 114 Victorias (28 (T)KOs), 36 Derrotas                                                                                                  |                                  |                                  |                                                                      |                                  |                                    |                                  |                                  |
| Fecha | Resultado                        | Oponente                         | Evento                                                               | Localización                     | Método                             | Ronda                            | Tiempo                           |
| 05-08-2024 |                                  | Marat Grigorian                  | ONE Friday Fights 58                                                 | Bangkok, Tailandia               |                                    |                                  |                                  |
| Por el Campeonato Interino de Kickboxing de Peso Pluma de ONE.                                                                          |                                  |                                  |                                                                      |                                  |                                    |                                  |                                  |
| 22-12-2023 | Derrota                          | Tawanchai P.K. Saenchai          | ONE Friday Fights 46                                                 | Bangkok, Tailandia               | Decisión (Unánime)                 | 5                                | 3:00                             |
| Por el Campeonato de Muay Thai de Peso Pluma de ONE.                                                                                    |                                  |                                  |                                                                      |                                  |                                    |                                  |                                  |
| 09-06-2023 | Victoria                         | Tayfun Ozcan                     | ONE Fight Night 11                                                   | Bangkok, Tailandia               | KO (Patada a la Cabeza)            | 2                                | 1:46                             |
| 02-12-2022 | Derrota                          | Chingiz Allazov                  | ONE Fight Night 6                                                    | Bangkok, Tailandia               | KO (Golpes)                        | 2                                | 1:03                             |
| Perdió el Campeonato de Kickboxing de Peso Pluma de ONE.                                                                                |                                  |                                  |                                                                      |                                  |                                    |                                  |                                  |
| 26-03-2022 | Victoria                         | Marat Grigorian                  | ONE Championship: X                                                  | Kallang, Singapur                | Decisión (Unánime)                 | 5                                | 3:00                             |
| Defendió el Campeonato de Kickboxing de Peso Pluma de ONE.                                                                              |                                  |                                  |                                                                      |                                  |                                    |                                  |                                  |
| 15-10-2021 | Victoria                         | Giorgio Petrosyan                | ONE Championship: First Strike                                       | Kallang, Singapur                | KO (Patada a la Cabeza)            | 2                                | 0:20                             |
| Ganó el Campeonato Inaugural de Kickboxing de Peso Pluma de ONE.                                                                        |                                  |                                  |                                                                      |                                  |                                    |                                  |                                  |
| 17-05-2019 | Victoria                         | Sitthichai Sitsongpeenong        | ONE Championship: No Surrender                                       | Bangkok, Tailandia               | Decisión (Unánime)                 | 3                                | 3:00                             |
| 2019-11-16 | Victoria                         | Wilson Varela                    | La Nuit Des Champions                                                | Marsella, Francia                | Decisión                           | 5                                | 3:00                             |
| Ganó el título de -70 kg de La Nuit des Champions y defendió el título de -70kg de IPCC.                                                |                                  |                                  |                                                                      |                                  |                                    |                                  |                                  |
| 2019-03-30 | Victoria                         | Maykel García                    | Enfusion Tenerife                                                    | Torre-Pacheco, España            | Decisión (Unánime)                 | 3                                | 3:00                             |
| Ganó el Campeonato MUndial de -70kg de IPCC.                                                                                            |                                  |                                  |                                                                      |                                  |                                    |                                  |                                  |
| 2019-03-09 | Victoria                         | Luis Passos                      | All Star Fight                                                       | Phuket, Tailandia                | KO (Ganchos al Cuerpo)             | 1                                |                                  |
| 2018-12-07 | Victoria                         | Marouan Toutouh                  | Enfusion Live 76 - 72.5kg 8 Man Tournament, Final                    | Abu Dabi, Emiratos Árabes Unidos | Decisión (Unánime)                 | 3                                | 3:00                             |
| Ganó el Torneo de 72.5kg de Enfusion Live.                                                                                              |                                  |                                  |                                                                      |                                  |                                    |                                  |                                  |
| 2018-12-07 | Victoria                         | Diogo Calado                     | Enfusion Live 76 - 72.5kg 8 Man Tournament, Semi Finals              | Abu Dabi, Emiratos Árabes Unidos | Decisión (Unánime)                 | 3                                | 3:00                             |
| 2018-12-07 | Victoria                         | Aziz Khallah                     | Enfusion Live 76 - 72.5kg 8 Man Tournament, Quarter Finals           | Abu Dabi, Emiratos Árabes Unidos | Decisión (Unánime)                 | 3                                | 3:00                             |
| 2018-09-09 | Victoria                         | Nayanesh Ayman                   | Kunlun Fight 76                                                      | Zhangqiu, China                  | Decisión (Unánime)                 | 3                                | 3:00                             |
| 2018-07-06 | Victoria                         | Fabian Hundt                     | All Star Fight 5                                                     | Praga, República Checa           | TKO (Cuatro Knockdowns/Golpes)     | 3                                | 2:20                             |
| 2018-06-01 | Victoria                         | Dzianis Zuev                     | Kunlun Fight Macau                                                   | Macau, China                     | Decisión (Unánime)                 | 3                                | 3:00                             |
| 2018-02-04 | Derrota                          | Marat Grigorian                  | Kunlun Fight 69 - World MAX 2017, Final                              | Guyang, China                    | KO (Puñetazo)                      | 1                                | 0:29                             |
| Por el Campeonato del Torneo World Max de Kunlun Fight de 2017.                                                                         |                                  |                                  |                                                                      |                                  |                                    |                                  |                                  |
| 2018-02-04 | Victoria                         | Sergey Kulyaba                   | Kunlun Fight 69 - World MAX 2017, Semi Finals                        | Guyang, China                    | Decisión (Mayoritaria)             | 3                                | 3:00                             |
| 2017-12-08 | Derrota                          | Endy Semeleer                    | Enfusion Live 58 - 72kg 8 Man Tournament, Final                      | Abu Dabi, Emiratos Árabes Unidos | Decisión (Unánime)                 | 3                                | 3:00                             |
| Por el Campeonato del Torneo de 72kg de Enfusion Live.                                                                                  |                                  |                                  |                                                                      |                                  |                                    |                                  |                                  |
| 2017-12-08 | Victoria                         | Nordin Ben Moh                   | Enfusion Live 58 - 72kg 8 Man Tournament, Semi Finals                | Abu Dabi, Emiratos Árabes Unidos | Decisión (Unánime) en Asalto Extra | 4                                | 3:00                             |
| 2017-12-08 | Victoria                         | Regilio van Den Ent              | Enfusion Live 58 - 72kg 8 Man Tournament, Quarter Finals             | Abu Dabi, Emiratos Árabes Unidos | Decisión (Unánime)                 | 3                                | 3:00                             |
| 2017-11-12 | Victoria                         | Davit Kiria                      | Kunlun Fight 67 - World MAX 2017 Final 8                             | Sanya, China                     | Decisión (Mayoritaria)             | 3                                | 3:00                             |
| Clasificó a la Final 4 del Torneo de 70kg World Max de Kunlun Fight de 2017.                                                            |                                  |                                  |                                                                      |                                  |                                    |                                  |                                  |
| 2017-09-30 | Victoria                         | Mohamed Khamal                   | Enfusion Live 53                                                     | Amberes, Bélgica                 | Decisión (Unánime)                 | 3                                | 3:00                             |
| 2017-08-27 | Victoria                         | Nayanesh Ayman                   | Kunlun Fight 65 - World MAX 2017 Final 16                            | Qingdao, China                   | Decisión (Mayoritaria)             | 3                                | 3:00                             |
| Clasificó a la Final 8 del Torneo de 70kg World Max de Kunlun Fight de 2017.                                                            |                                  |                                  |                                                                      |                                  |                                    |                                  |                                  |
| 2017-06-10 | Victoria                         | Artem Pashporin                  | Kunlun Fight 62                                                      | Bangkok, Tailandia               | Decisión (Unánime)                 | 3                                | 3:00                             |
| 2017-03-11 | Victoria                         | Edye Ruiz                        | Kunlun Fight 58/ Magnum Fc 1                                         | Roma, Italia                     | Decisión (Unánime)                 | 3                                | 3:00                             |
| 2017-01-01 | Victoria                         | Jomthong Chuwattana              | Kunlun Fight 56 - World Max Tournament 2016, Final                   | Sanya, China                     | KO (Gancho Derecho)                | 3                                | 2:40                             |
| Ganó el Campeonato del Torneo World Max de Kunlun Fight y Clasificó a la Final 16 del Torneo de 70kg World Max de Kunlun Fight de 2017. |                                  |                                  |                                                                      |                                  |                                    |                                  |                                  |
| 2017-01-01 | Victoria                         | Cedric Manhoef                   | Kunlun Fight 56 - World Max Tournament 2016, Semi Finals             | Sanya, China                     | Decisión (Unánime)                 | 3                                | 3:00                             |
| 2016-09-24 | Victoria                         | Sitthichai Sitsongpeenong        | Kunlun Fight 53 - World Max Tournament 2016 Final 8                  | Beijing, China                   | Decisión (Unánime)                 | 3                                | 3:00                             |
| Clasificó a la Final 4 del Torneo de 70kg World Max de Kunlun Fight de 2016.                                                            |                                  |                                  |                                                                      |                                  |                                    |                                  |                                  |
| 2016-07-31 | Victoria                         | Khayal Dzhaniev                  | Kunlun Fight 48 - World Max Tournament 2016 Final 16                 | Jining, China                    | KO (Patada a la Cabeza)            | 2                                | 1:19                             |
| Clasificó a la Final 8 del Torneo de 70kg World Max de Kunlun Fight de 2016.                                                            |                                  |                                  |                                                                      |                                  |                                    |                                  |                                  |
| 2016-03-25 | Victoria                         | Martin Gano                      | Kunlun Fight 40 - World Max 2016 Group E Tournament Final            | Tongling, China                  | KO (Rodillazo Derecho a la Cabeza) | 2                                | 1:40                             |
| Clasificó a la Final 16 del Torneo de 70kg World Max de Kunlun Fight de 2016.                                                           |                                  |                                  |                                                                      |                                  |                                    |                                  |                                  |
| 2016-03-25 | Victoria                         | Chen Zhicheng                    | Kunlun Fight 40 - World Max 2016 Group E Tournament Semi Finals      | Tongling, China                  | KO (Patada Alta Izquierda)         | 3                                | 2:57                             |
| 2016-02-21 | Victoria                         | Hussein Al Mansouri              | Kunlun Fight 38                                                      | Pattaya, Thailand                | Decisión (Unánime)                 | 3                                | 3:00                             |
| 2016-01-23 | Derrota                          | Sitthichai Sitsongpeenong        | Kunlun Fight 37 - World Max Tournament 2015, Semi Finals             | Sanya, China                     | KO (Gancho Derecho)                | 2                                | 0:39                             |
| 2015-12-19 | Victoria                         | Zhang Chunyu                     | Kunlun Fight 35 - World Max Tournament 2015 Final 8                  | Luoyang, China                   | KO (Patada Alta Izquierda)         | 2                                | 1:24                             |
| Clasificó a la Final del Torneo de 70kg World Max de Kunlun Fight de 2015.                                                              |                                  |                                  |                                                                      |                                  |                                    |                                  |                                  |
| 2015-11-28 | Victoria                         | Watcharalak Orkawmuang           | Super Muay Thai Workpoint                                            | Bangkok, Tailandia               | Decisión                           | 3                                | 3:00                             |
| 2015-09-28 | Victoria                         | Zheng Zhaoyu                     | Kunlun Fight 31 - World Max Tournament 2015 Final 16                 | Bangkok, Tailandia               | KO (Rodillazo al Cuerpo)           | 2                                | 1:03                             |
| Clasificó a la Final 8 del Torneo de 70kg World Max de Kunlun Fight de 2015.                                                            |                                  |                                  |                                                                      |                                  |                                    |                                  |                                  |
| 2015-05-15 | Victoria                         | Deng Li                          | Kunlun Fight 25 - World Max 2015 Group I Tournament Final            | Banská Bystrica, Eslovaquia      | KO (Rodillazo Izquierdo al Cuerpo) | 2                                | 1:38                             |
| Clasificó a la Final 16 del Torneo de 70kg World Max de Kunlun Fight de 2015.                                                           |                                  |                                  |                                                                      |                                  |                                    |                                  |                                  |
| 2015-05-15 | Victoria                         | Lukasz Plawecki                  | Kunlun Fight 25 - World Max 2015 Group I Tournament Semi Finals      | Banská Bystrica, Eslovaquia      | Decisión (Unánime)                 | 3                                | 3:00                             |
| 2014-08-15 | Victoria                         | Amadeu Cristiano                 | Chiang Rai WBC Muaythai Championship                                 | Chiang Rai, Tailandia            | KO                                 | 2                                |                                  |
| Ganó el Campeonato Internacional de Peso Wélter de WBC.                                                                                 |                                  |                                  |                                                                      |                                  |                                    |                                  |                                  |
| 2013-11-23 | Victoria                         | Ibrahima Njie                    | Muay Thai Warriors - España vs Tailandia                             | Madrid, España                   | Decisión (Unánime)                 | 5                                | 3:00                             |
| 2013-10-26 | Derrota                          | Toby Smith                       | REAL HERO - Australia vs Thailand                                    | Sydney, Australia                | Decisión (Unánime)                 | 3                                | 3:00                             |
| 2013-06-28 | Victoria                         | Yacine Drakrim                   | Muay Thai Warriors - Dabble in Chiang Mai                            | Chiang Mai, Tailandia            | Decisión (Unánime)                 | 5                                | 3:00                             |
| Defendió el Campeonato de Peso Mediano de Muay Thai Warriors.                                                                           |                                  |                                  |                                                                      |                                  |                                    |                                  |                                  |
| 2013-05-16 | Victoria                         | Craig Jose                       | M-ONE Reborn                                                         | United Kingdom                   | Decisión (Unánime)                 | 5                                | 3:00                             |
| Ganó el cinturón de Peso Mediano de M-ONE.                                                                                              |                                  |                                  |                                                                      |                                  |                                    |                                  |                                  |
| 2013-04-05 | Victoria                         | Victor Nagbe                     | Muay Thai Warriors - Thailand vs World, Pattaya Boxing World Stadium | Pattaya, Tailandia               | KO (Codazo Izquierdo)              | 3                                |                                  |
| Ganó el Campeonato de Peso Mediano de Muay Thai Warriors.                                                                               |                                  |                                  |                                                                      |                                  |                                    |                                  |                                  |
| 2012-11-04 | Victoria                         | Umar Semata                      | Muay Thai Warriors In The Relation                                   | Nom Pen, Camboya                 | Decisión                           | 5                                | 3:00                             |
| 2012-06-17 | Victoria                         | Kym Johnson                      | Sphinx Showdomn                                                      | North Geelong, Australia         | Decisión                           |                                  | 3:00                             |
| 2012-05-18 | Victoria                         | Mike 300 Demetriou               |                                                                      | Melbourne, Australia             | Decisión                           |                                  | 3:00                             |
| 2012-03-24 | Derrota                          | Singmanee Kaewsamrit             | Isuzu Cup 22 Tournament Final, Omnoi Stadium                         | Bangkok, Tailandia               | Decisión                           | 5                                | 3:00                             |
| Por el Campeonato de Peso Wélter (147 libras) de Isuzu Cup.                                                                             |                                  |                                  |                                                                      |                                  |                                    |                                  |                                  |
| 2012-01-14 | Victoria                         | Iquezang Kor.Rungthanakeat       | Isuzu Cup 22 Tournament Semi Final, Omnoi Stadium                    | Bangkok, Tailandia               | Decisión                           | 5                                | 3:00                             |
| 2011-11-26 | Victoria                         | Saenchainoi Pumphanmuang         | Isuzu Cup 22 Tournament, Lumpinee Stadium                            | Bangkok, Tailandia               | Decisión                           | 5                                | 3:00                             |
| 2011-10-22 | Victoria                         | Petchasawin Seatransferry        | Isuzu Cup 22 Tournament, Omnoi Stadium                               | Bangkok, Tailandia               | Decisión                           | 5                                | 3:00                             |
| 2011-09-10 | Victoria                         | Saksurin Kiatyongyuth            | Isuzu Cup 22 Tournament, Omnoi Stadium                               | Bangkok, Tailandia               | Decisión                           | 5                                | 3:00                             |
| 2011-07-01 | Derrota                          | Sirimongkol Sitanuparb           | Toyota Vigo Marathon Tournament 2011, Final                          | Songkhla, Tailandia              | Decisión                           | 3                                | 3:00                             |
| Por el Campeonato del Torneo de Toyota Vigo Marathon Tournament Championship.                                                           |                                  |                                  |                                                                      |                                  |                                    |                                  |                                  |
| 2011-07-01 | Victoria                         | Toofan Salafzoon                 | Toyota Vigo Marathon Tournament 2011, Semi Final                     | Songkhla, Tailandia              | TKO (Paro Médico)                  | 2                                |                                  |
| 2011-07-01 | Victoria                         | Bandera de ?                     | Toyota Vigo Marathon Tournament 2011, Quarter Final                  | Songkhla, Tailandia              |                                    |                                  |                                  |
| 2011-05-24 | Victoria                         | Eakpracha Meenayothin            | Wanwirapon Fights, Lumpinee Stadium                                  | Bangkok, Tailandia               | Decisión                           | 3                                | 3:00                             |
| 2011-04-29 | Victoria                         | Behzad Rafigh Doust              | Prince Thailand Birthday                                             | Ayodhya, Tailandia               | Decisión                           | 3                                | 3:00                             |
| 2010-10-05 | Victoria                         | Singdam Kiatmuu9                 | Lumpinee Champion Krikkrai Fights, Lumpinee Stadium                  | Bangkok, Tailandia               | Decisión                           | 5                                | 3:00                             |
| Defends Thailand (PAT) Lightweight Champion (135 lbs).                                                                                  |                                  |                                  |                                                                      |                                  |                                    |                                  |                                  |
| 2010-09-07 | Victoria                         | Pansak Look Bor.Kor              | Phetsupapan Fights, Lumpinee Stadium                                 | Bangkok, Tailandia               | Decisión                           | 5                                | 3:00                             |
| Wins the Thailand (PAT) Lightweight Champion (135 lbs).                                                                                 |                                  |                                  |                                                                      |                                  |                                    |                                  |                                  |
| 2010-08-13 | Derrota                          | Saenchai P.K.SenchaimuaythaiGYM  | Hatyai Stadium                                                       | Hat Yai, Tailandia               | Decisión                           | 5                                | 3:00                             |
| 2010-03-05 | Derrota                          | Singdam Kiatmuu9                 | Lumpinee Champion Krikkrai Fights, Lumpinee Stadium                  | Bangkok, Tailandia               | Decisión                           | 5                                | 3:00                             |
| 2010-02-09 | Victoria                         | Singdam Kiatmuu9                 | Wanwerapon Fights, Lumpinee Stadium                                  | Bangkok, Tailandia               | Decisión                           | 5                                | 3:00                             |
| 2009-12-15 | Victoria                         | Tuantong Pumphanmuang            | Petsupapan Fights, Lumpinee Stadium                                  | Bangkok, Tailandia               | Decisión                           | 5                                | 3:00                             |
| 2009-11-24 | Victoria                         | Pettanong Petfergus              | Wanwerapon Fights, Lumpinee Stadium                                  | Bangkok, Tailandia               | Decisión                           | 5                                | 3:00                             |
| 2009-10-02 | Victoria                         | Kaew Fairtex                     | Petsupapan Fights, Lumpinee Stadium                                  | Bangkok, Tailandia               | Decisión                           | 5                                | 3:00                             |
| 2009-08-11 | Derrota                          | Sarawuth Loogbaanyai             | Petsupapan Fights, Lumpinee Stadium                                  | Bangkok, Tailandia               | Decisión                           | 5                                | 3:00                             |
| 2009-06-26 | Victoria                         | Sarawuth Loogbaanyai             | Petsupapan Fights, Lumpinee Stadium                                  | Bangkok, Tailandia               | Decisión                           | 5                                | 3:00                             |
| 2008-12-26 | Victoria                         | Pansak Look Bor.Kor              | Saengsawangpanpa Fights, Lumpinee Stadium                            | Bangkok, Tailandia               | Decisión                           | 5                                | 3:00                             |
| 2008-06-03 | Victoria                         | Dokmaipa Wor Sungprapai          | Phetsupapan Fights, Lumpinee Stadium                                 | Bangkok, Tailandia               | Decisión                           | 5                                | 3:00                             |
| 2008-03-14 | Victoria                         | Yodthuanthong F.A.Group          | Phetpiya Fights, Lumpinee Stadium                                    | Bangkok, Tailandia               | Decisión                           | 5                                | 3:00                             |
| 2007-01-27 | Derrota                          | Sanaengam Erawan                 | Omnoi Stadium                                                        | Samut Sakhon, Tailandia          | Decisión                           | 5                                | 3:00                             |
| 2006-12-10 | Derrota                          | Punyai Payakkhampan              | Channel 7 Stadium                                                    | Bangkok, Tailandia               | Decisión                           | 5                                | 3:00                             |
| 2006-09-29 | Derrota                          | Palangnoom Hlamthongkarnpat      | Kiatphet Fights, Lumpinee Stadium                                    | Bangkok, Tailandia               | Decisión                           | 5                                | 3:00                             |
| 2006-08-22 | Derrota                          | Mongkonchai Phetsupapan          | Phetsupapan Fights, Lumpinee Stadium                                 | Bangkok, Tailandia               | Decisión                           | 5                                | 3:00                             |
| 2006-07-28 | Victoria                         | Kysit Chuwatana                  | Khunsuk Takoonyang Fights, Lumpinee Stadium                          | Bangkok, Tailandia               | Decisión                           | 5                                | 3:00                             |
| 2006-06-16 | Victoria                         | Ritijak Kaewsamrit               | Phetsupapan Fights, Lumpinee Stadium                                 | Bangkok, Tailandia               | Decisión                           | 5                                | 3:00                             |
| 2006-04-07 | Derrota                          | Oley K.Kittisakgym               | Phetsupapan Fights, Lumpinee Stadium                                 | Bangkok, Tailandia               | TKO                                | 3                                |                                  |
| 2006-02-25 | Victoria                         | Hokoon Sitkhruwath               | Muaythai Lumpinee Krikkri Fights, Lumpinee Stadium                   | Bangkok, Tailandia               | Decisión                           | 5                                | 3:00                             |
| 2006-01-13 | Derrota                          | Denwadto S.Sommai                | Phetsupapan Fights, Lumpinee Stadium                                 | Bangkok, Tailandia               | Decisión                           | 5                                | 3:00                             |
| 2005-10-04 | Victoria                         | Harnpo P.Telakoon                | Phetsupapan Fights, Lumpinee Stadium                                 | Bangkok, Tailandia               | Decisión                           | 5                                | 3:00                             |